# يي غو
يي غو (باليابانية: 李玖) هو شخصية أعمال ياباني، ولد في 29 ديسمبر 1931 في Grand Prince Hotel Akasaka ‏ في اليابان، وتوفي بنفس المكان في 16 يوليو 2005 بسبب نوبة قلبية.

## وصلات خارجية
- يي غو على موقع مونزينجر (الألمانية)